# جورج كلير
جورج جيري كلير (بالإنجليزية: George Klir)‏ (22 أبريل 1932 براغ، تشيكوسلوفاكيا - 27 مايو 2016 بينغامتون، الولايات المتحدة) كان عالم حاسوب تشيكي أمريكي وأستاذ علوم الأنظمة في جامعة بينغهامتون في بينغهامتون نيويورك.